# Famille Dondel du Faouëdic
 (octobre 2016).
Si vous disposez d'ouvrages ou d'articles de référence ou si vous connaissez des sites web de qualité traitant du thème abordé ici, merci de compléter l'article en donnant les références utiles à sa vérifiabilité et en les liant à la section « Notes et références ».

Armes de famille Dondel du Faouëdic

La famille Dondel du Faouëdic est une famille originaire du Maine, seigneurs de Montigny, de Brangolo en Campel. Elle fut maintenue au conseil en 1674 et 1707 et par arrêts du Parlement de 1777, 7 générations, ressort de Vannes.

## Membres notables
- Jean-François-Louis Dondel (1694-1767), évêque de Dol
- Charles Dondel du Faouëdic (1826-1900), maire de Pontchâteau de 1881 à 1882 et de 1884 à 1892, conseiller général de la Loire-Atlantique de 1885 à 1900
- Noémie Dondel du Faouëdic (1834-1915), née Le Coq de Kerneven, femme de lettres française

## Armes
d’azur au porc-épic d’or

## Propriétés
- à Redon (Ille-et-Vilaine)
  - Château de Buard
  - Château du Parc-Anger